# Scinax elaeochrous
Scinax elaeochrous är en groddjursart som först beskrevs av Cope 1875.  Scinax elaeochrous ingår i släktet Scinax och familjen lövgrodor. IUCN kategoriserar arten globalt som livskraftig. Inga underarter finns listade i Catalogue of Life.